# Протести у Русији 2021.
Протести у Русији започели су 23. јануара 2021. године у знак подршке опозиционом лидеру Алексеју Наваљном након његовог хапшења и пуштања филма Путинова палата, који се врти око везе између председника Владимира Путина и палате која се наводно гради за њега. Првог дана протести су одржани у 198 градова широм Русије, што је била једна од највећих антивладиних демонстрација од руских протеста 2011–2013.
Дана 2. фебруара, Наваљновова условна казна од три и по године замењена је затворском казном, што значи да ће провести више од две и по године на поправној радној колонији.
Дана 4. фебруара Леонид Волков, шеф Наваљновог кабинета, изјавио је да не планирају да одржавају даље протесте до пролећа или лета како би се усредсредили на предстојеће парламентарне изборе касније током године. Такође је рекао да ће Наваљновов тим користити "спољнополитичке методе" да изврши притисак на владу да пусти Наваљног. Међутим, Волков је 9. фебруара најавио наставак протеста 14. фебруара, преусмеравајући се са улица на дворишта у нади да ће избећи директну конфронтацију са полицијом.

## Позадина
Наваљни је био хоспитализован 20. августа 2020. године, у озбиљном стању, након што је отрован нервним агенсом „Новичок“ током лета из Томска за Москву. Медицински је евакуисан у Берлин и отпуштен 22. септембра. Употребу нервног агенса Новичок потврдила је Организација за забрану хемијског оружја (ОПЦВ). Иако је Кремљ негирао умешаност у његово тровање, ЕУ и Велика Британија одговориле су увођењем санкција шесторици високих руских званичника и државном хемијском центру. Наваљни је председника Владимира Путина оптужио да је одговоран за његово тровање. Истрага Белингкета и Инсајдера умешала је агенте Федералне службе безбедности (ФСБ) у тровање Наваљнија.
Наваљни се вратио у Русију 17. јануара 2021, где је одмах притворен под оптужбама за кршење условних услова затворске казне. Пре повратка, Федерална казнена служба (ФСИН) рекла је да би се Наваљни могао суочити са затвором по доласку у Москву због кршења услова условног рока, рекавши да би била „дужна” да га задржи по повратку; Наваљни је 2014. године добио условну казну у случају Ивес Роцхер, који је назвао политички мотивисаним, а Европски суд за људска права је 2017. године пресудио да је Наваљни неправедно осуђен.
Истражни комитет Русије је такође рекао да истражује Наваљног због наводне преваре. Одлуком суда наредног дана Наваљном је одређен притвор до 15. фебруара због кршења условне слободе. У полицијској станици у којој је био Наваљни постављен је импровизовани суд. Касније ће бити одржано још једно рочиште како би се утврдило да ли његову условну казну треба заменити затворском казном. Наваљни је описао поступак као „крајње безакоње“. Такође је позвао своје присталице да изађу на улице, рекавши: „Не ћутите. Одолите. Изађите на улице - не за мене, већ за вас“. Шеф регионалне мреже Наваљнија Леонид Волков рекао је да се врше припреме за протесте који ће бити организовани широм земље 23. јануара.
Док је био у затвору, истрага Наваљног и његове Фондације за борбу против корупције (ФБК) објављена је 19. јануара, оптужујући Путина за корупцију. Снимак истраге такође је позвао људе да изађу на улице. Пре него што су протести почели, видео на YouTube-у је остварио преко 60 милиона прегледа. До следећег дана државни надзорни орган за комуникације Роскомнадзор захтевао је од друштвених мрежа ВКонтакте (ВК) и TikTok да зауставе ширење позива на протесте. Ефикасност ових позива се оспорава.